# Heronidrilus hutchingsae
Heronidrilus hutchingsae är en ringmaskart som beskrevs av Erséus 1990. Heronidrilus hutchingsae ingår i släktet Heronidrilus och familjen glattmaskar. Inga underarter finns listade i Catalogue of Life.